# 牧野虎雄
牧野 虎雄（まきの とらお、明治23年（1890年）12月15日 - 昭和21年（1946年）10月18日）は、日本の洋画家である。現在の新潟県上越市西城町1丁目に生まれた。父は藤一郎、母は兼。

## 来歴
父・藤一郎は、虎雄が生まれたころ東京府東京市下谷区役所に単身で勤務していた。虎雄が5歳のときに土木請負「久米組」の社員となり、今の渋谷区代々木で一緒に暮らすようになった。
- 明治41年（1908年） 東京美術学校（現・東京芸術大学）に入学、在学中の明治45年・大正元年（1912年）に文部省美術展覧会（文展）に入選した。
- 大正8年（1919年） 文部省美術展覧会が改組され、帝国美術院展覧会（帝展）となる。第1回帝展に出品。
- 大正13年（1924年） 金沢重治、吉村吉松、大久保作次郎、奥瀬英三、田辺至、高間惣七、油谷達、斎藤與里、熊岡美彦、金井文彦らと槐樹社（かいじゅしゃ）を創設した。
- 大正15年・昭和元年（1926年） 第7回帝展審査員に任命される。昭和2年（1927年）、第8回帝展審査員に任命される。
- 昭和4年（1929年） 帝国美術学校（現:武蔵野美術大学）教授となる。第10回帝展審査員に任命される。
- 昭和5年（1930年） 第11回帝展審査員に任命される。木村荘八、中川紀元、福田平八郎、中村岳陵、山口蓬春、外狩素心庵、横川毅一郎らと六潮会を結成する。
- 昭和6年（1931年） 槐樹社解散。
- 昭和8年（1933年） 槐樹社の会員や新進作家らで旺玄社を結成した。多摩帝国美術学校（現・多摩美術大学）創設準備に伴い、常任評議員となる。第14回帝展審査員に任命される。
- 昭和9年（1934年） 帝国美術学校西洋画科長となる。
- 昭和10年（1935年） 帝国美術学校教授の職を辞す。多摩帝国美術学校が設立され、西洋画科主任教授となる。
- 昭和12年（1937年） この年から始まった新文展の審査員に就任[1]。
- 昭和15年（1940年） 中川紀元、小杉放菴、津田青楓、石井柏亭、藤田嗣治、中川一政、木村荘八、鍋井克之、東郷青児らと邦画一如会を結成した。
- 昭和19年（1944年） 第12回旺玄社展に「白樺」「山茶花（さざんか）」を出品。これが最後の美術展出品となった。
- 昭和21年（1946年） 10月18日、食道がんにより死去。56歳没。多磨霊園に葬られた。

## 作品
- 「漁村」 大正元年（1912年） 東京都現代美術館所蔵
- 「磯（朝の磯）」 大正元年（1912年） 東京都現代美術館所蔵
- 「麦扱く農婦等」 大正7年（1918年） 新潟県立近代美術館・万代島美術館所蔵
- 「花苑」 大正9年（1920年）東京都現代美術館所蔵
- 「磯（いそ）」 大正9年（1920年）宮城県美術館所蔵
- 「庭の少女（中庭）」 大正10年（1921年）東京都現代美術館所蔵
- 「園の花」 大正11年（1922年）東京都現代美術館所蔵
- 「早春」 大正11年（1922年）東京都現代美術館所蔵
- 「凧揚（たこあげ）」 大正13年（1924年） 東京国立近代美術館所蔵
- 「春去らんとす」 大正14年（1925年） 新潟県立近代美術館・万代島美術館所蔵
- 「罌粟」 大正15年（1926年） 個人蔵
- 「裸婦」 大正15年（1926年） 東京都現代美術館所蔵
- 「後向きの裸婦」 大正15年（1926年） 多摩美術大学美術館所蔵
- 「挽き夏」 昭和2年（1927年） 埼玉県立近代美術館所蔵
- 「向日葵風景」 昭和2年（1927年） 個人蔵
- 「T婦人像（編物）」 昭和3年（1928年） 新潟県立近代美術館・万代島美術館所蔵
- 「鳥籠」 昭和3年（1928年） 東京都現代美術館所蔵
- 「初秋の庭」 昭和3年（1928年） 東京都現代美術館所蔵
- 「サンルーム」 昭和4年（1929年） 新潟県立近代美術館・万代島美術館所蔵
- 「洋装婦人（當世洋装婦人）」 昭和4年（1929年） 東京都現代美術館所蔵
- 「へちま」 昭和5年（1930年） 東京国立近代美術館所蔵
- 「明るい部屋」 昭和6年（1931年） 東京国立近代美術館所蔵
- 「白閑鳥」 昭和6年（1931年） 宮城県美術館所蔵
- 「村の娘達」 昭和7年（1932年） 宮城県美術館所蔵
- 「秋近き浜」 昭和9年（1934年） 新潟県立近代美術館・万代島美術館所蔵
- 「柘榴」 昭和9年（1934年） 武蔵野美術大学美術資料図書館所蔵
- 「芥子畑」 昭和9年（1934年） 東京都現代美術館所蔵
- 「春」 昭和15年（1940年） 東京都現代美術館所蔵
- 「梨の花」 昭和15年（1940年） 個人蔵

## 牧野虎雄が指導した画家
- 小館善四郎
- 武田範芳　・甲斐仁代

## 牧野虎雄をモデルとした映画
- 生きている画像（1948年） - 監督 : 千葉泰樹、主演 : 大河内傳次郎、制作 : 新東宝。